# Palatul Dogilor din Veneția

Palatul Dogilor din Veneția

Palatul Duca (în italiană Palazzo Ducale), denumit anterior Palatul Dogilor (în italiană Palazzo Dogale) pentru că acolo era sediul dogilor, simbol al orașului Veneția și capodoperă a goticului venețian, este o clădire monumentală care se află în Piața San Marco, în sestiere San Marco, între piazzetta omonimă și molo di Palazzo Ducale, lângă Bazilica San Marco. 
Caracterizat printr-un stil inspirat de arhitectura și bizantină și de cea orientală ca urmare a intenselor relații comerciale și culturale dintre Republica Venețiană și alte țări europene, el este de o frumusețe bazată pe un paradox estetic inteligent și fizic, legat de faptul că masa grea a corpului principal este susținut de coloane zvelte încrustate. Interiorul, acum parțial privat de operele care-l decorau odată, păstrează încă o galerie de artă, ce cuprinde lucrări realizate de cei mai renumiți maeștri venețieni, printre care Jacopo și Domenico Tintoretto, Tiziano Vecellio, Francesco Bassano, Paolo Veronese, Giambattista Zelotti, Jacopo Palma cel Tânăr, Andrea Vicentino și Antonio Vassilacchi. 
Vechi sediu al dogilor și al magistraturii venețiene, fondat după 812, avariat de mai multe ori de incendii și reconstruit, a urmat istoria Serenissimei de la început și până la final. După anexarea Veneției la Regatul Italiei, clădirea a trecut clădire sub jurisdicția statului și a devenit muzeu, păstrându-și această ultimă funcție până astăzi; ea găzduiește sediul Muzeului civic al Palatului Ducal, parte a Fondazione Musei Civici di Venezia (MUVE), vizitat în 2012 de 1 319 527 persoane.

## Istoric

### Primele clădiri

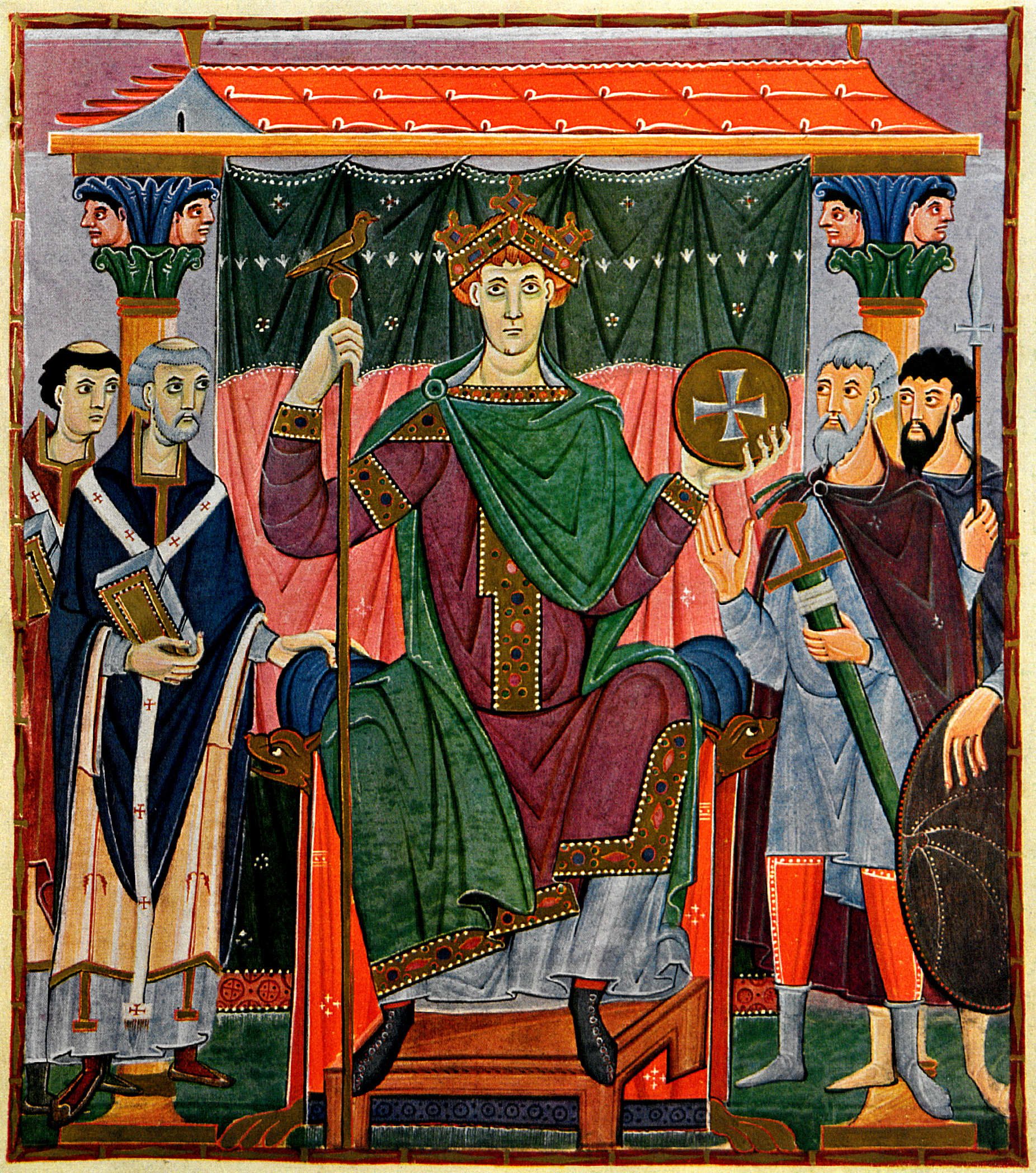
Otto al III-lea, reprezentat pe Evanghelia împăratului, conservată la Bayerische Staatsbibliothek, München

Primul Palat Ducal, din care nu s-a mai păstrat nimic, a fost construit la Heraclia și acolo s-a stabilit, în jurul anului 700, primul doge al Republicii Venețiene, Paolo Lucio Anafesto. Acestuia i-au urmat Marcello Tegalliano și Orso Ipato, a cărui asasinare în 737 a dus la crearea unui magister militum ales anual. Ca urmare a restaurării în 752 a sediului ducal, a fost construit în mandatul noului doge, Teodato Ipato, un sediu nou în orașul Metamaucum, fiind transferat la rândul său în 812 la Rivoaltus, vechiul Rialto, din dispoziția lui Angelo Partecipazio. În acest oraș, considerat mai sigur, a fost înălțată o clădire nouă, având aspectul unui castel, pe un teren deținut chiar de doge, în zona ocupată astăzi de Palatul Ducal. Clădirea a fost construită sub Pietro IV Candiano; era o structură destul de solidă, deoarece a rezistat revoltei populare din 976.
În 998 împăratul Otto al III-lea, care a mers la Veneția pentru a-l întâlni pe dogele Pietro al II-lea Orseolo, a fost găzduit în turnul oriental al palatului, rămânând impresionat de luxul din interior. În palat au fost găzduiți, de asemenea, împărații Henric al IV-lea, când a venit în 1094 la Veneția pentru a vedea relicvele Sfântului Evanghelist Marcu, și Henric al V-lea în 1116, după o renovare, neconsemnată de istoricii timpului, ce a urmat după două incendii izbucnite în oraș în 1105.

### Extinderi
Prima renovare majoră în stil bizantin, coordonată probabil de Nicolò Barattiero, care ridicase coloanele sfinților Marcu și Teodor și realizase o formă primară a podului Rialto, are loc în timpul dogelui Sebastiano Ziani, fiind însoțită de o reorganizare generală a zonei monumentale a pieței San Marco în perioada 1173-1177 cu scopul de a construi un sediu pentru difertele procurații. Lucrarea a constat probabil în construcția aripii cu vedere la rio di Palazzo pe terenurile achiziționate de la maicile de la San Zaccaria și în extinderea zonelor marginale ale clădirii, determinând o reducere substanțială a digului (molo). La încheierea lucrărilor, papa Alexandru al III-lea și Frederic Barbarossa, care grație intervenției dogelui au semnat un tratat de pace, au sosit la Veneția, unde împăratul a rămas ca invitat la palat timp de două luni.

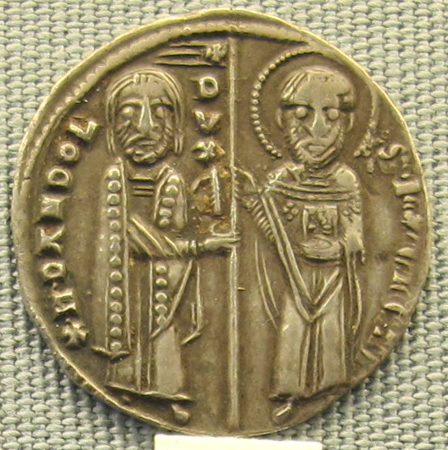
Enrico Dandolo pe un grosso de 26 de dinari

Cu toate acestea, palatul nu a mai fost renovat până în 1301, când au avut loc mai multe intervenții: o capelă dedicată Sfântului Nicolae a fost construită de Pietro Ziani prin donația lui Enrico Dandolo, descrierile luptei între Biserică și papalitate au fost pictate în Sala del Maggior Consiglio, iar în timpul dogilor Renier Zen, Lorenzo Tiepolo și Giovanni Dandolo a fost pietruită piața, a fost introdusă ceremonia de încoronare, a fost construită o loggie la baza campanilei și a fost readus digul la vechile sale dimensiuni.
Pietro Gradenigo a emis un ordin care a produs o creștere bruscă a numărului de consilieri (de la 317 în 1264 la 1017 în 1311) și, prin urmare, a necesitat transferul Maggior Consiglio în jurul anului 1301 în Sala Senatului. În 1309, imediat după această restructurare ai cărei autori ar fi putut fi Pietro Basejo sau arhitectul Montagnana, citat de Sansovino și de Temanza sala s-a dovedit prea mică și s-a deschis un șantier în aripa de sud, care a fost imediat demolată și apoi restaurată în 1340. Prosperitatea economică din timpul dogelui Giovanni Soranzo a dat un mare impuls lucrărilor de construcție coordonate de Pietro Basejo, cu ajutorul lui Filippo Calendario.

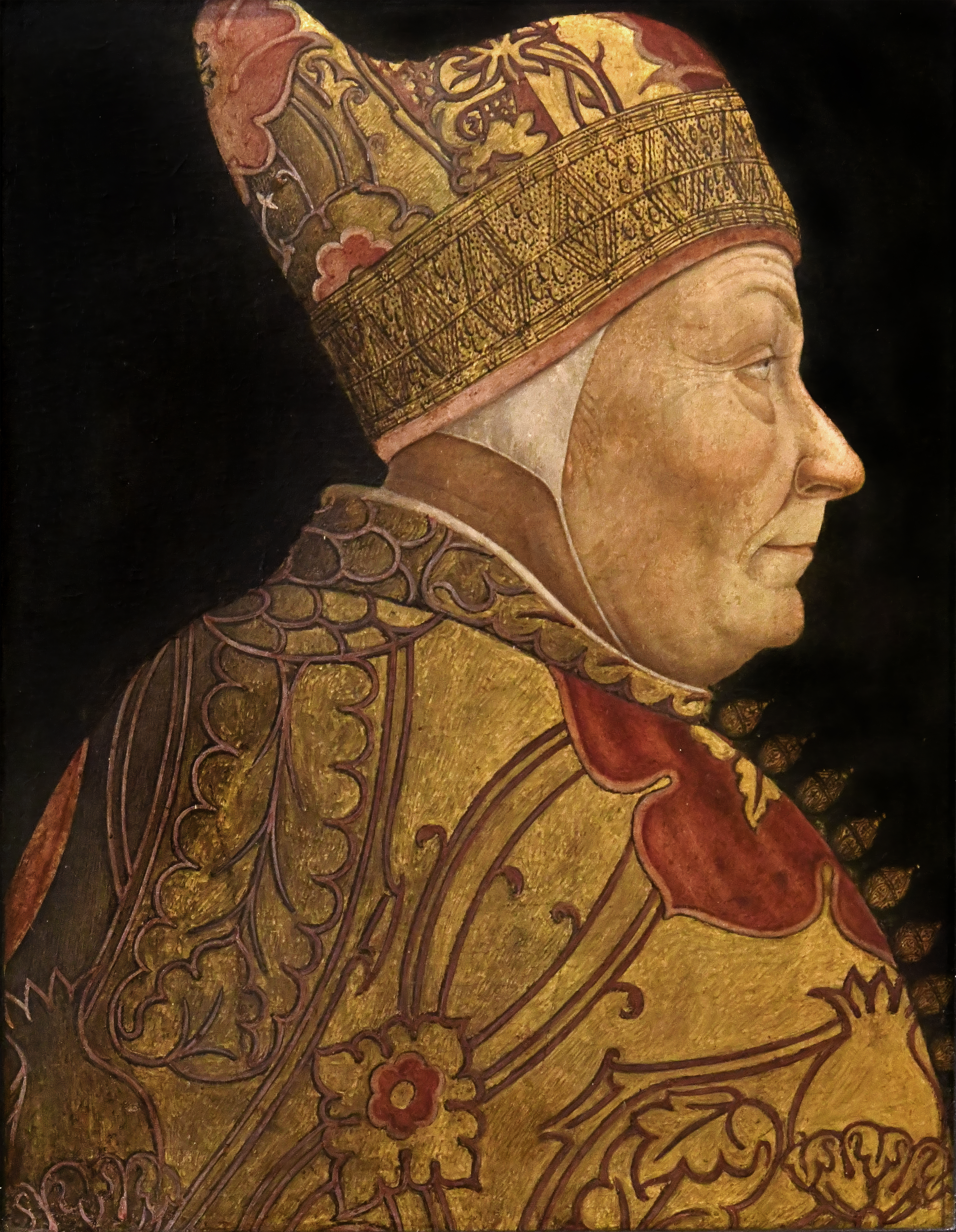
Francesco Foscari într-un tablou de Lazzaro Bastiani păstrat la Museo Civico Correr, a doua jumătate a secolului al XV-lea

De asemenea, ca parte a acestei restructurări, capela Sf. Nicolae a fost extinsă și decorată cu momente din timpul papei Alexandru al III-lea, realizate poate de Guariento sau de un oarecare Paolo, la parter a fost făcută o cușcă de lei și celule noi și în 1332 au fost introduse fântâni în curtea interioară. Un document privind realizarea unui leu marcian sugerează că accesul monumental în palat în această perioadă era asemănător cu cel din prezent. În 1340 s-a dispus finalizarea celui de-al doilea etaj al aripii de sud, în care, sub conducerea lui Calendario și Basejo, după o altă extindere de mici dimensiuni, s-a lucrat de-a lungul fațadei interioare a Sălii del Maggior Consiglio, prin construirea unei scări și a unei uși. Din cauza participării mai multor lucrători la conspirația lui Marin Falier și a unei epidemii de ciumă, lucrarea a fost suspendată în jurul anului 1355, fiind reluată de Lorenzo Celsi, puternic criticat pentru decizia sa. În timpul lui Marco Corner a fost decorată Sala del Maggior Consiglio de către Guariento și Pisanello, dar, din cauza unei serii de războaie care a slăbit punct de vedere economic Republica, lucrările au fost din nou întrerupte până ce i s-a comandat lui Michele Sten să le reia.
După ce în 1404 a fost construit balconul care are vedere la lagună Tommaso Mocenigo a reușit cu greu să renoveze fațada dinspre Piazzetta San Marco: lucrările au început în 1424, după ce Maggior Consiglio își recăpătase poziția inițială. Noua restaurare a fost realizată sub Francesco Foscari, prin activitatea lui Bon: a fost construită cu diferite întârzieri Porta della Carta, al cărei șantier a fost închis abia în 1452. În timpul lui Pasquale Malipiero a fost finalizată fațada dinspre Piazzetta și au fost pictate poveștile lui Pippin și o hartă a lumii, în timp ce sub Cristoforo Moro a fost construit Arcul Foscari, tot sub coordonarea lui Bon și cu o întârziere considerabilă. În 1468 sala care va fi numită apoi sala dello Scrutinio a fost numită sala della Libreria, pentru că au fost amplasate operele donate de cardinalul Bessarion, în timp ce în 1473 s-a hotărât înlocuirea unora dintre lucrările din Sala del Maggior Consiglio, distruse de infiltrații: lucrările, care au durat până în 1495, au cuprins printre altele opere de Giovanni și Gentile Bellini, Giorgione, Tiziano, Tintoretto și Paolo Veronese.

### Cele trei incendii

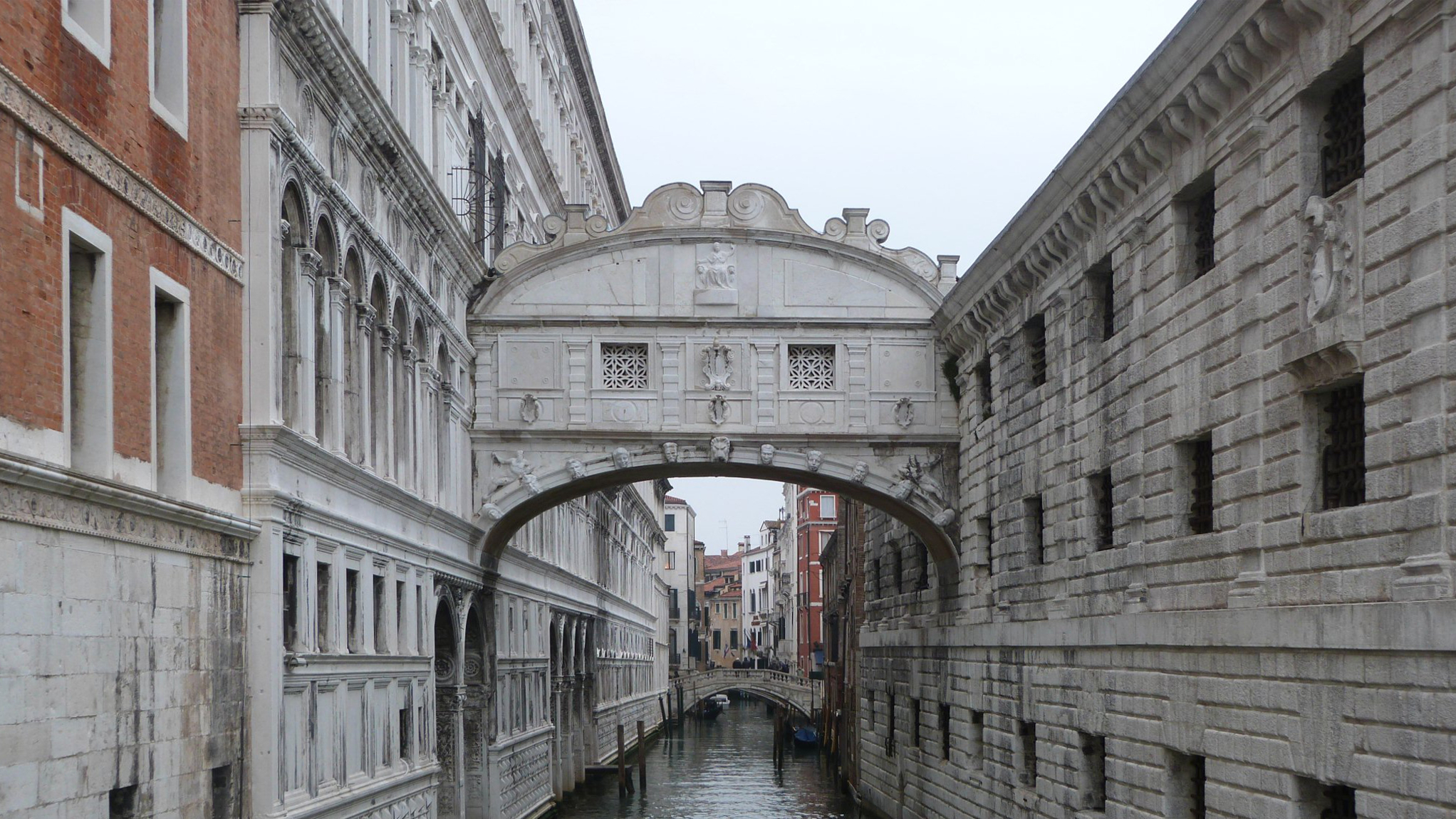
Fațada dinspre rio di Palazzo

După ce un incendiu a devastat în 1483 aripa de est, lucrările de reconstrucție au fost încredințate lui Antonio Rizzo, care a ordonat dărâmarea zonelor afectate de incendiu, construirea porticului și reconstrucția Scala dei Giganti pentru a da clădirii un aspect uniform. Șantierul a fost redeschis în 1493, dar Rizzo, acuzat de furt din banii publici, a fugit, iar lucrarea aproape finalizată a fost încredințată ad interim lui Pietro Lombardo. Fațada curții senatorilor este dificil de atribuit și de datat. Lucrarea a continuat lent pe parcursul domniei dogelui Leonardo Loredan, perioadă în care s-a lucrat de-a lungul Canalului, iar din cauza unor probleme structurale s-a decis să se intervină în Sala Senatului și să se demoleze o capelă mică: pentru a permite desfășurarea în paralel a lucrărilor și a activităților instituționale, multe birouri au fost transferate și s-au deschis pasaje, nu fără a crea un deranj. 
După ce Sala dello Scrutinio a dobândit aspectul actual în 1531, a fost amplasat un orologiu pe peretele dintre Anticollegio și Senat și a fost distrus un mic turn de veghe. În timpul lui Pietro Lando au fost decorate sălile de consiliu și în timpul lui Francesco Donà a fost un punct decisiv de cotitură în evoluția șantierului, încredințat lui Antonio Abbondi, cu finalizarea fațadei estice și a balcoanelor interioare din Sala del Maggior Consiglio. În 1566 au fost amplasate două statui realizate de Jacopo Sansovino, Marte și Neptun.

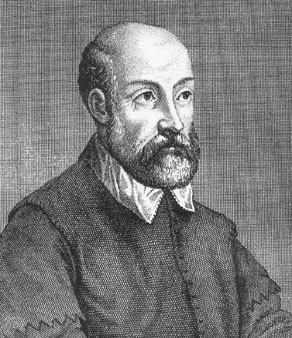
Andrea Palladio

În 1574 a izbucnit un al doilea incendiu care, controlat, nu a provoca pagube structurale semnificative, dar a distrus mai multe opere de artă. Director al lucrărilor a fost ales Antonio da Ponte, care a colaborat cu Cristoforo Sorte, Andrea Palladio și Vincenzo Scamozzi. Lucrarea a durat mult mai mult decât perioada prevăzută , încheindu-se abia la începutul secolului al XVII-lea în principal din cauza ciumei.
Al treilea incendiu de proporții a izbucnit la 20 decembrie 1577 în Sala dello Scrutinio: au fost distruse mai multe opere de artă, iar acoperișul de plumb s-a topit. După ce diferitele instituții guvernamentale au trebuit să-și găasească un nou sediu, cei mai mulți arhitecți chestionați, printre care Palladio, Francesco Sansovino și Rusconi, au evidențiat probleme structurale dificile, în principal pe colțul dinspre Ponte della Paglia. Opiniile contradictorii au dus la o restructurare ce a durat patru ani și a constat în înlocuirea unor structuri, reușind stabilizarea clădirii și reluarea activității în Sala del Maggior Consiglio în 1578.
Plafoanele au fost proiectate de Cristoforo Sorte și de Antonio da Ponte, în timp ce designul noii serii de picturi a fost încredințat la trei experți printre care Gerolamo de Bardi: pe pereți au fost reprezentate chipurile dogilor și momentele din viața papei Alexandru al III-lea, în timp ce plafoanele au tratat teme de război, fapte ale cetățenilor și alegorii. Printre cei mai cunoscuți artiști contactați au fost Paolo Caliari, Jacopo Robusti, Jacopo Palma cel Tânăr, Francesco Bassano și Antonio Aliense: toate șantierele au fost închise în secolul al XVI-lea.

### În secolele al XVII-lea și al XVIII-lea

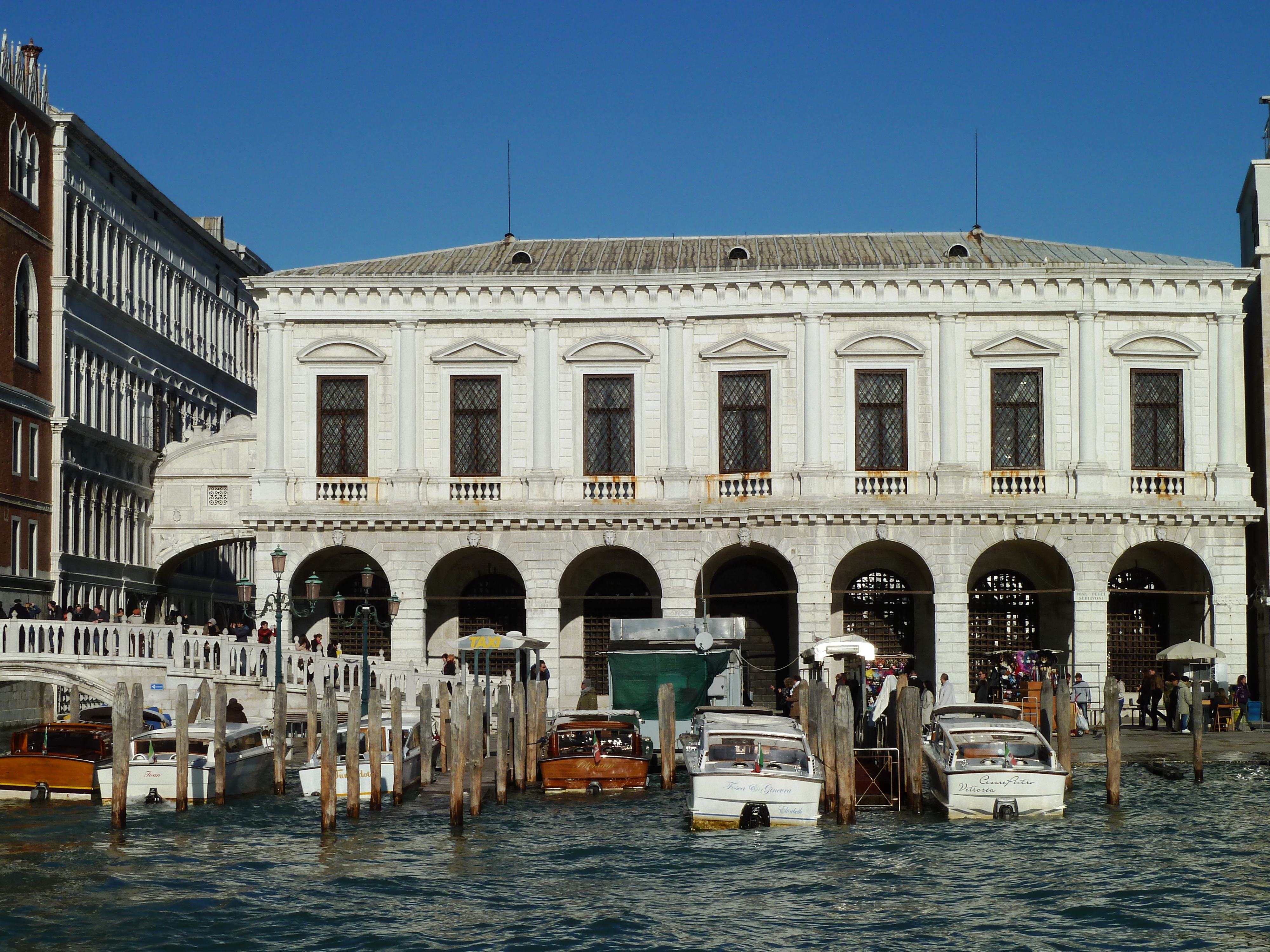
Prigioni Nuove de-a lungul malului riva degli Schiavoni

La sfârșitul secolului al XVI-lea și începutul secolului următor au avut loc alte două lucrări de renovare; s-a reamenajat parterul și s-au construit închisorile noi (Prigioni Nuove), lucrările fiind încredințate lui Bartolomeo Manopola, care a construit latura nordică a curții și a completat decorațiunile Arcului Foscari, respectiv lui Antonio da Ponte și Antonio Contin, care au finalizat noua clădire începută în 1602.
Sub Antonio Priuli a fost realizată o extindere mare a apartamentului dogal într-o clădire adiacentă, ulterior distrusă. A fost amplasată în curte o statuie a lui Francesco Maria I Della Rovere, a fost decorată sala din spatele Porta del Frumento, a fost ridicat în Sala dello Scrutinio un arc de triumf dedicat lui Francesco Morosini, a fost restaurată Scala dei Giganti, s-au realizat cele cinci ferestre cu vedere în curtea interioară și s-au restaurat mai multe picturi.

### După căderea Serenissimei
După căderea Republicii Venețiene, palatul a devenit un sediu administrativ și a fost privat de multe opere de artă: din 1807 sediu al Curții de Apel, devine în 1811 sediu al Bibliotecii Marciana și este transferată acolo colecția arheologică. Birourile, biblioteca și muzeul au fost mutate respectiv în 1821, în 1904 și în 1918: au fost efectuate alte renovări de mică amploare, care au precedat transformarea clădirii în muzeu și atribuirea complexului către municipalitate ce a urmat anexării la Regatul Italiei.